# قایم‌موشک (فیلم ۲۰۰۷)
«قایم موشک» (انگلیسی: Hide and Seek (2007 film)) فیلمی در ژانر ترسناک است که در سال ۲۰۰۷ منتشر شد.